# Pietro Parenti
Pietro Parenti (Santa Croce sull'Arno, 5 aprile 1875 – Castelfranco di Sotto, 25 dicembre 1948) è stato un pittore, scultore e letterato italiano.

## Biografia
Nato in provincia di Pisa, preferì frequentare l'Accademia di belle arti di Firenze, dove ebbe come maestro Giovanni Fattori. In seguito si trasferì a Parigi per un corso di perfezionamento. 
Dedicandosi alternativamente sia alle arti figurative che alla letteratura, Parenti pubblicò varie novelle sulla rivista Gentilissima, che si stampava a Milano negli anni venti del XX secolo sotto la direzione di Guido Rubetti.

Come scultore, vinse il concorso indetto nel 1913 in memoria dell'artista Ludovico Cardi detto il Cigoli ed eretto nell'omonimo paese con qualche variante rispetto al bozzetto. 

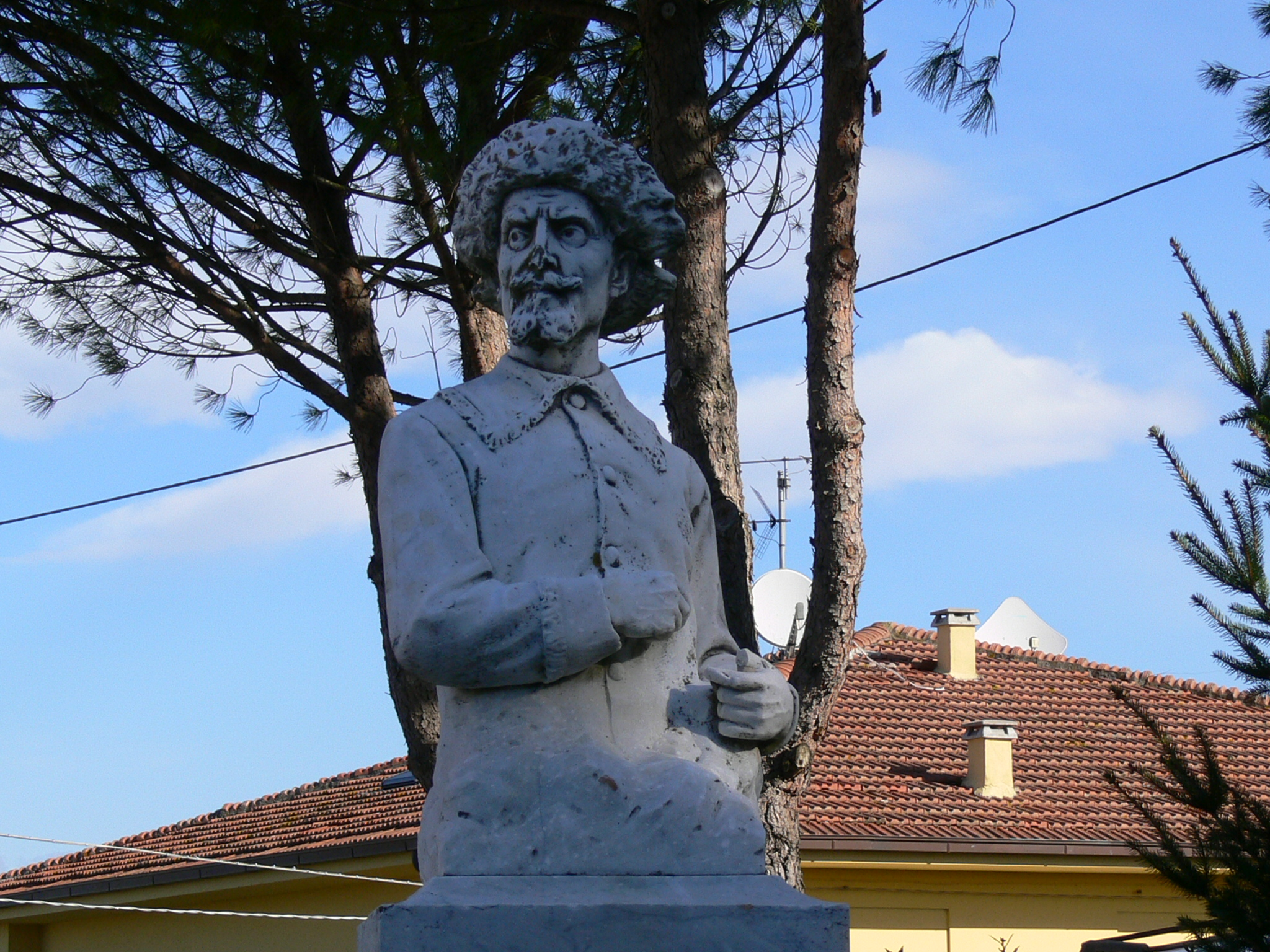
Pietro Parenti, monumento a Lodovico Cardi

Recentemente gli è stato attribuito Primo amore, ritratto idealizzato di Beatrice Portinari, scultura polimaterica di gusto preraffaellita, proveniente da una villa di Poggio Renatico.
Negli anni della tarda maturità si trasferì a Castelfranco di Sotto, dedicandosi soprattutto alla pittura a carattere paesaggistico. Il suo studio venne completamente distrutto dai bombardamenti durante la seconda guerra mondiale, con la perdita pressoché totale delle opere e della documentazione ad esse riferita. Risulta pertanto difficile ricostruire una cronologia delle sue opere, anche per la mancanza di datazione dei dipinti e delle sculture, esposte in alcune rassegne retrospettive pisane, ma rimaste in mano a collezionisti privati.